# Pachycondyla apicalis
Pachycondyla apicalis är en myrart som först beskrevs av Pierre André Latreille 1802.  Pachycondyla apicalis ingår i släktet Pachycondyla och familjen myror. Inga underarter finns listade i Catalogue of Life.

## Bildgalleri

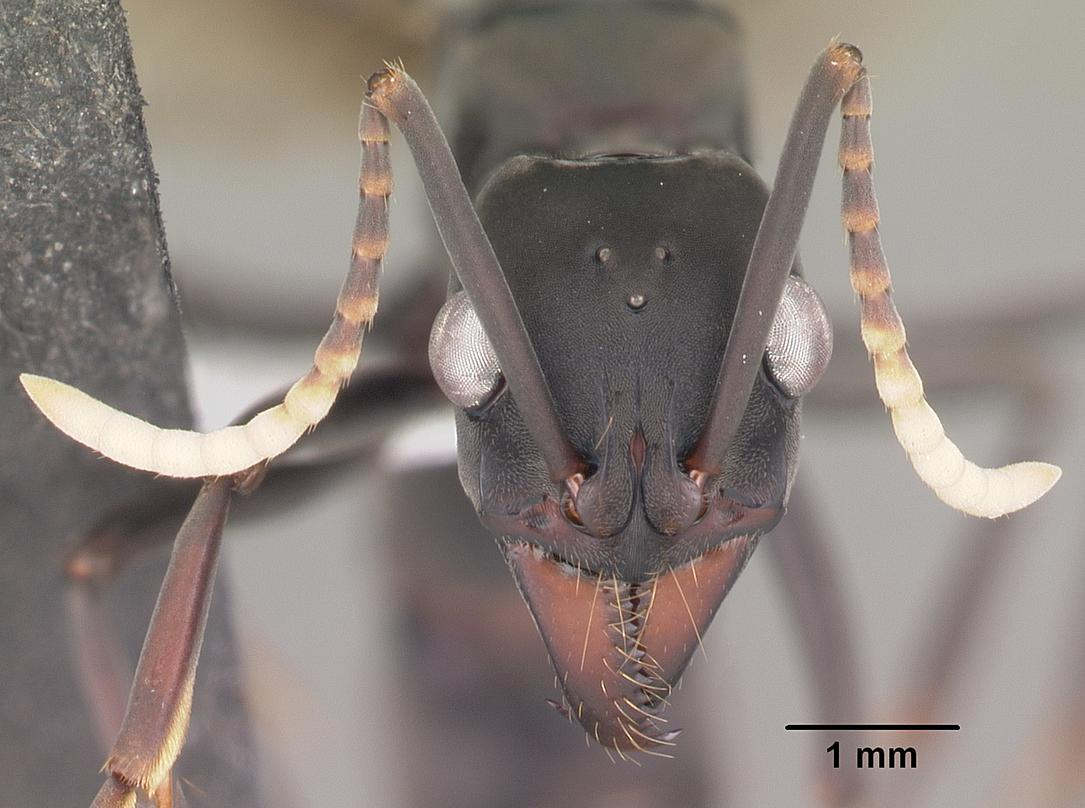